# Compiler (manga)
Compiler (コンパイラ, Konpaira) est un manga de type seinen écrit et dessiné par Kia Asamiya. Il a été prépublié dans le magazine Monthly Afternoon entre le 23 avril 1991 et le 23 février 1993 et édité par Kōdansha.